# Pietroșani (Teleorman)
Pietroşani è un comune della Romania di 3 040 abitanti, ubicato nel distretto di Teleorman, nella regione storica della Muntenia.